# Wei Tao-ming

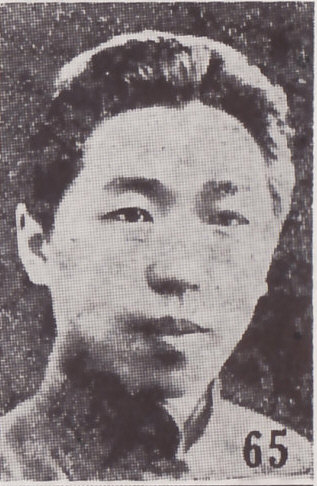
Wei Tao-ming, 1941 oder früher.

Wei Tao-ming (chinesisch 魏道明, Pinyin Wèi Dàomíng; * 1899 in Jiangxi; † 18. Mai 1978) war ein taiwanischer Politiker und Diplomat.

## Leben
Von 1942 bis 1946 war Wei während des Zweiten Weltkrieges Botschafter Chinas in den Vereinigten Staaten. Wei war als Nachfolger von Shen Chang-huan von 1966 bis 1971 Außenminister der Republik China (Taiwan). Er wurde im Amt von Chou Shu-kai abgelöst.